# Маккарти, Эмилия
Эмилия Маккарти (англ. Emilia McCarthy, род. 28 августа 1997, Лондон, Онтарио, Канада) — канадская актриса, танцовщица и писательница. Она известна по ролям Алиссы Суорн в сериале Netflix «Хемлок Гроув» (2013), Тейлор Дин в телефильме Disney Channel «Zapped. Волшебное приложение» (2014), Эбби Акерман в сериале Nickelodeon «Макс и Шред» (2014-16). и Лейси в телефильме Disney Channel «Зомби» (2018) и повторил роль в «Зомби 2» (2020) и «Зомби 3» (2022).

## Биография
Маккарти родилась 28 августа 1997 года в Лондон, Онтарио, где она выросла. Она дочь Маргариты Де Антуньяно, директора Канадско-мексиканского центра культурного обмена и учителя испанского языка, и Барри Маккарти, вице-директора на пенсии. Маккарти имеет мексиканские и ирландские корни; её мать мексиканская канадка, а отец ирландского происхождения. Она свободно говорит на английском, испанском и французском языках. Маккарти обнаружила в себе страсть к актёрскому мастерству ещё в детстве.

## Фильмография

### Фильм
- 2014 — «Звёздная карта»
- 2014 — «Zapped. Волшебное приложение»
- 2016 — «Джейн»
- 2016 — «Увядание»
- 2016 — «Последние дни Сэйди на Земле»
- 2018 — «Зомби»
- 2019 — «Танцуем вместе»
- 2020 — «Зомби 2»
- 2022 — «Зомби 3»

### Телевидение
- 2007 — «Буки и Тайный Санта»
- 2009 — «Букмекерская влюбленность»
- 2012 — «Красавица и Чудовище»
- 2013–2016 — «Дикие Кратты»
- 2013 — «Хемлок Гроув»
- 2013 — «койки»
- 2014–2016 — «Макс и Шред»
- 2017 — «Школа Темной Гавани»
- 2018 — «Пойдем, Луна!»
- 2020 — «Октябрьская фракция»
- 2022 — «SkyMed»

## Награды и номинации
- Молодой актёр
  - 2015 — Лучшая роль в телефильме, мини-сериале, специальном выпуске или пилотной серии — молодая актриса (за «Zapped. Волшебное приложение»)[2]
- Награды Джоуи
  - 2016 — Лучшая молодая актриса в комедийном телесериале, главная роль в возрасте от 16 до 21 года (за «Макс и Шред»)[3]